# オントンジャワ海台
オントンジャワ海台（おんとんじゃわかいだい, Ontong Java Plateau）は、太平洋のソロモン諸島の北にある巨大な海台。ほとんど洪水玄武岩から成る火山起源の海台である。平均水深は2 - 3km、最高点は水深1,700mに達している。

## 歴史
ルイビルホットスポットは、1億2,000万年前～1億2,500万年前にマントル・プルームが形成したホットスポットと考えられる。現在は離れているマニヒキ海台とヒクランギ海台も含め元は一つの火成区で、世界最大の海台があった。これはこの2億年間での地球上最大の火山活動で、8,000万立方kmのマグマが地球の約1%を覆ったものである。
海台の岩石年代は大部分1億1,900万年前～1億2,500万年前を示し、それから2,000年～4,000万年後に二次的な火山活動があり、面積はほぼアラスカ州の面積に匹敵する150万平方km、噴出量は500万立方kmに及んだ。この時期は白亜紀に起こった『アプト期の海洋無酸素事変』（Aptian extinction）に大体相当する。白亜紀には他にも海洋無酸素事変が相次いでおり、海洋生態系は多大な影響を受け続けた。中でも約9000万年前のチューロン期（チューロニアン）にカリブ海巨大火成岩岩石区を形成した火山活動による海洋無酸素事変が招いた海洋環境の悪化は魚竜などの生物の大量絶滅を起こしたとされる（セノマニアン・チューロニアン境界事変）。
海台は太平洋海底で形成され、現在も海中にあるが、プレート運動でソロモン諸島と衝突したことがあり、その時にラモス島やマキラ島などが海面上に現れた。海台上には巨大な海山がいくつかあり、オントンジャワ環礁はその一つに出来ている。